# Râul Buhalnița, Bahlui
Râul Buhalnița este un curs de apă, afluent al râului Bahlui în județul Iași